# Симферопольский государственный цирк
Симферопольский государственный цирк им. Тезикова — первый стационарный цирк построенный в г. Симферополе осенью 1959 года. Зрительный зал цирка рассчитан на 1 300 посадочных мест.

## История
В 1959 году в городе Симферополе был построен первый стационарный цирк по проекту крымчанина О. В. Смольского. Первым директором Симферопольского цирка был И. Г. Вайсфельд. В 1962—1984 годах цирк возглавлял Борис Николаевич Тезиков. Затем Симферопольский цирк возглавляли Ваиль Л. С. и Муха В. М.
Симферопольский цирк никогда не имел своей труппы артистов, больших площадок, дополнительного манежа, репетиционных залов. Вместе с тем, за более чем 50 лет существования в Симферопольском цирке успели побывать звезды мирового цирка, народные и заслуженные артисты СССР: Леонид Енгибаров, Юрий Никулин, канатаходцы Ташкенбаевы, Людмила и Владимир Шевченко, Игорь и Эмиль Кио, Карандаш, династии Дуровых, Корниловых, Филатовых, Ирина Бугримова, клоуны К. А. Берман, Б. П. Вяткин, дресировщица Маргарита Назарова, эквилибристы канатоходцы Волжанские и многие другие знаменитые артисты.
С 1997 года цирк носит имя бывшего директора Бориса Николаевича Тезикова. В этом же году, цирк возглавил сын Б. Н. Тезикова Борис Борисович Тезиков. В 2001—2002 годах здание цирка было реконструировано. В процессе реконструкции был перестроен фасад, достроено современное фойе, с кассовым залом, кафе, гардеробом и туалетами для посетителей, усовершенствован зрительный зал, возведены помещения для администрации учреждения. Масштабная реконструкция коснулась и оборудования, отвечающего за свет, звук и спецэффекты.
В 2009 году возле цирка в Симферополе была установлена скульптура льва, подаренная городу Львовом. В декабре 2011 года льва заменили на оригинальную металлическую скульптуру клоуна-жонглёра на велосипеде.

## Директора цирка
В разное время Симферопольский государственный цирк возглавляли:
- И. Г. Вайсфельд
- Б. Н. Тезиков
- Л. С. Ваиль
- В. М. Муха
- Б. Б. Тезиков

## Сезоны
- 1970 — «Цирк на воде»
- 1971 — «Цирк на льду»
- 1976 — «Цирк-Ревю»
- 1978 — «Конный дивертисмент»
- 2014 — с 31 октября по 1 декабря 2014 года Большой московский цирк на проспекте Вернадского представил шоу «Экстрим арена» и «Шар смелости» — мотошоу
- 2015 — с 30 января по 1 марта 2015 года в симферопольском цирке гастролировала труппа Московского цирка Никулина на Цветном бульваре. С 20 марта по 7 июня 2015 года артисты Большо́го Моско́вского Госуда́рственного цирка на проспекте Вернадского представили программу «Остров грез». 11 июля по 9 августа 2015 года Московский цирк Дарьи Костюк представил интерактивное цирковое представление «Волшебный народ». 18 сентября по 25 октября 2015 года большая программа в двух отделениях — Джигиты Осетии «Сармат» и аттракцион «Один среди львов». 6 ноября по 6 декабря 2015 года артисты цирка Юрия Никулина и Большого Московского цирка в программе «Экстра-Класс» — Аттракцион «Гигантские медведи» и большая программа в двух отделениях.
- 2016 — «Остров Ласта-Рика»